# Trigonura reticulata
Trigonura reticulata är en stekelart som först beskrevs av Jean-Jacques Kieffer 1912.  Trigonura reticulata ingår i släktet Trigonura och familjen bredlårsteklar. Inga underarter finns listade i Catalogue of Life.